# 通野未帆
通野未帆（日语：通野未帆，1991年1月21日—），日本AV女優。所屬事務所是GREEN。

## 個人簡歷
2013年出道，自稱「売りがない」、「永遠の素人」的AV女優。
2014年7月於SEGA發售的遊戲「人中之龍」中，進入演出角色的女優人氣投票。同年8月24日於Niconico直播的「龍が如く特別番組～セクシー女優・男の出演者発表～」的結果發表，獲得47561票排名第30名，並獲得「人中之龍0 誓約的場所」的演出權利。
興趣是玩遊戲（惡靈古堡、人中之龍）。喜歡的食物是紅茶。喜歡動物。

## 遊戲

### PlayStation 4・PlayStation 3
- 人中之龍0 誓約的場所（2015年3月12日、SEGA）便利商店（ポッポ天下一通り店）店員・美帆役

### 智慧型手機遊戲
- AVアイドルグランプリ（2015年3月12日、DMM）

## 外部連結
- 通野未帆☆BLOG （页面存档备份，存于） -　官方部落格
- 通野未帆的Instagram帳戶
- 通野未帆的X（前Twitter）
- 通野未帆的X（前Twitter）
- YouTube上的通野未帆がヤルってよ ! 仮頻道